# クリストフ・グラウプナー

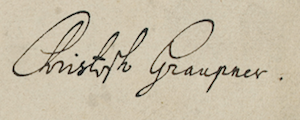
グラウプナーのサイン

クリストフ・グラウプナー（Christoph Graupner, 1683年1月13日 - 1760年5月10日）は、ドイツ後期バロック音楽の作曲家・チェンバロ奏者。

## 生涯
ザクセン郊外のキルヒベルク (ザクセン)に生まれる。最初の音楽教育を、叔父でオルガン奏者のニコラウス・キュースターより受ける。ライプツィヒ大学に進学して法学を専攻。その後、聖トーマス教会カントルのヨハン・クーナウのもとで音楽学習を完成させた。
1705年にライプツィヒを去り、ラインハルト・カイザーの指揮するハンブルク歌劇場のチェンバロ奏者に就任した。同歌劇場のオーケストラには青年時代のヘンデルがヴァイオリン奏者として加わっていた。同地では演奏活動に加えて、カイザーと3作品を共作し、北ドイツにおいて最も人気のあるオペラ作曲家の一人となった。グラウプナーの生前にライプツィヒの新聞が行った当時の作曲家の人気投票では、1位はテレマン、2位はヘンデルで、グラウプナーは3位とされている（ちなみにバッハは7位であった）。
1709年にヘッセン＝ダルムシュタット方伯の宮廷楽団に地位を得て、1711年には宮廷楽長に昇進した。グラウプナーは元々オペラ作曲家としてダルムシュタットに雇用されていたが、1719年に宮廷の経済事情によりオペラの上演が中止されてからは、宮廷内で行われる礼拝のための教会カンタータを作曲することを主な職務とした。ダルムシュタット時代はほぼ半世紀の長さにわたっており、1754年に失明してから6年後に他界するまでの間は静かにつつましく余生を過ごしたという（ちなみに同世代のヘンデルとバッハも晩年に失明している）。

## バッハとの関係
1722年に彼の師であったクーナウが死去すると、翌年ライプツィヒの市参事会は後任のトーマス教会カントルの候補者としてまずテレマンを指名したが、テレマンが辞退したため、次の候補者としてグラウプナーが指名された。しかし、グラウプナーの雇用主であったヘッセン＝ダルムシュタット方伯エルンスト・ルートヴィヒがグラウプナーの移籍を許さなかったため、最終的にカントルの職はバッハへ舞い込むことになった。ちなみに、ヘッセン＝ダルムシュタット方伯はグラウプナーをライプツィヒへ移籍させないために、グラウプナーの給料を大幅に増額することも厭わなかったという。
グラウプナーは、バッハがトーマス教会カントルの職を受諾したことを知ると、1723年5月4日にライプツィヒの市参事会に宛てて推薦の手紙を書き、バッハの優れたオルガン演奏能力と宗教曲作曲の練達した手腕を称賛し、バッハがこの職務を忠実に遂行するにふさわしい人物であると保証した(Johann Sebastian Bach: The Learned Musician by Christoph Wolff, W.W. Norton & Company, New York & London, 2000, p 224) 。グラウプナーがこのようにバッハを積極的に推薦した行動を見る限り、少なくともグラウプナーがそれ以前からバッハの音楽と人柄を熟知していたことは確実であり、彼が個人的にバッハとの交流を持っていたことは間違いないようである。

## 作品
グラウプナーは勤勉で多産な作曲家であり、約2000曲が現存している。113曲のシンフォニア、80曲の管弦楽組曲、44曲の協奏曲、36曲のソナタ、8つのオペラ、40曲の鍵盤作品、24曲の世俗カンタータのほか、1418曲の教会カンタータが残されている。

## 忘却と再発見
グラウプナーは、いくつかの理由から、死後に忘れられた存在となった。グラウプナーが残した作品の楽譜は、遺族と主君との間で訴訟合戦の火種となった。勝ったのは主君であったヘッセン＝ダルムシュタット方伯であった。そのため、グラウプナーの遺族は、作曲者の作品を売却したり出版したりする権利を所有できず、グラウプナーの草稿はダルムシュタットの城館の中で利用不可能の存在となったままだった。グラウプナーが死後に忘れられたもう一つの要因は、バッハと違って、弟子の数に恵まれず、その伝統を継ぐ者がファッシュ以外にいなかったことである。もっとも、彼の膨大な作品群が結果として散逸することなくほぼ完全な状態で城館の中に200年以上も保存されていたことは、後世の研究者たちにとってはむしろ幸運であったとする見方もある。
音楽評論家ダヴィッド・ヴェルニエは、このように要約している。「グラウプナーは、運命と環境の不幸な犠牲者であり、バッハやヘンデル、テレマンの同時代人でありながら、不当にもほとんど忘れられてきたのである。」
グラウプナーの再発掘は20世紀後半、とりわけ最後の4半世紀において、古楽器演奏の隆盛する中で始められた。21世紀にはヨーロッパにおいてだけでなく、カナダの女性チェンバロ奏者ジュヌヴィエーヴ・ソリーによって、グラウプナーの鍵盤楽曲の手稿譜がイェール大学バイネッケ図書館において発見されてから、北米においてもグラウプナーの作品が演奏・録音されるようになった。